# Toninho Vespoli
Antônio Biagio Vespoli (São Paulo, 16 de outubro de 1965), mais conhecido como Toninho Vespoli, é um professor e político brasileiro. Atualmente é vereador em São Paulo pelo Partido Socialismo e Liberdade (PSOL) e lider do partido na câmara municipal. Foi o primeiro vereador do partido a ser eleito na cidade.

## Biografia
Toninho é graduado em matemática pela Pontifícia Universidade Católica de São Paulo (PUC-SP) e se tornou professor de matemática do ensino fundamental na rede municipal de ensino, e foi militante da Pastoral da Fé e atuou em movimentos sociais voltados à saúde em periferias.

## Carreira política
Iniciou a carreira política no Partido dos Trabalhadores (PT) candidatando-se a vereador em 2004, e não se elegeu, se tornando suplente. A partir da eleição seguinte, filiado ao PSOL, passou a concorrer a vereador. Após não se eleger em 2008, concorreu novamente em 2012 tornando-se o primeiro vereador eleito pelo partido na cidade de São Paulo. Em todas as eleições subsequentes foi reeleito para o mesmo cargo.
Em seu primeiro mandato (2012-2016), foi oposição ao governo Fernando Haddad (2012-2016) e participou ativamente das Jornadas de Junho de 2013 contra o aumento da passagem. 
Durante a mesma gestão, votou contra o plano diretor da cidade em 2014, por entender que a proposta privilegiava setores imobiliários. Em 2015, foi relator do Plano Municipal de Educação (PME), na Câmara Municipal de São Paulo, com proposta de aumento de verba destinada ao ensino e redução progressiva do número de alunos por sala de aula. O projeto passou pela Comissão de Finanças e Orçamento e pelo plenário da Câmara, onde sofreu alterações, como a retirada da retomada da rede indireta e menções ao termo "gênero", devido a pressões de grupos religiosos, o que fez com que votasse contra o projeto.  No mesmo ano, foi investigado junto a outros vereadores por suspeita de devios em um contrato com uma empresa de computadores. Em 2016, propôs e conseguiu aprovar, em conjunto ao vereador Gilberto Natalini, o projeto de lei 16.490/2017,  que permite mulheres e idosos descerem fora do ponto de ônibus em período noturno, entre 22h e 5h.
Na gestão de João Dória (2017 a 2018), o então prefeito propôs oferecer farinata aos estudantes da rede municipal. O vereador Toninho Vespoli atuou para denunciar a medida e constranger publicamente o prefeito fazendo-o recuar.  Na mesma gestão, lutou contra o chamado Sampaprev, medida que aumentava o desconto na aposentadoria dos servidores municipais e, mesmo assim, foi aprovada.
Na pandemia, Toninho propôs que São Paulo adotasse uma renda municipal para atender aos trabalhadores e munícipes, além da adoção de medidas sanitárias de lockdown, fechamento de escolas e fornecimento de internet para que estudantes e professores pudessem ter/dar aulas onlines.  
Durante seu terceiro mandato (2021-2024), destacaram-se ações voltadas à educação e servidores públicos, com posicionamentos contrários a nova reforma previdenciária municipal, conhecida como “Sampaprev 2”    e ainda, ação movida contra o chamado “voucher da educação”, projeto do executivo que previa repassar recursos públicos para uso em matrículas na rede privada. 
Já em 2023 o vereador acionou o Ministério Público contra o prefeito por "financiar conteúdos publicitários com verniz jornalístico", conforme noticiou a Revista Fórum.
Na sua atuação como parlamentar, enviou ofício ao prefeito Ricardo Nunes, pedindo ônibus gratuitos e aumento da frota para o Carnaval de 2024. Também no início do ano, pediu a cassação de Rubinho Nunes por ter atacado o Padre Júlio Lancellotti após polêmicas de um suposto vídeo vazado. No final do mesmo ano, solicitou investigação do Ministério Público por suposto crime eleitoral cometido pelo prefeito.
Toninho foi condenado por propaganda eleitoral antecipada em julho de 2024, após distribuir folhetos e adesivos a apoiadores e também foi alvo de um processo político-disciplinar na câmara municipal sob acusação de propaganda eleitoral antecipada. Vereadores aliados do governo Ricardo Nunes denunciaram o vereador à corregedoria por supostamente utilizar verba de gabinete para produzir material de campanha em favor de Guilherme Boulos (PSOL), então pré-candidato a prefeito, e a abertura do processo foi aceita. O vereador acusou perseguição política e o processo foi suspenso pela justiça poucos dias depois.
Defendeu, em 2025, a realização de um plebiscito para decidir o futuro do Elevado Presidente João Goulart, popularmente conhecido como Minhocão, junto à oposição, encaminhou um projeto de lei para proibir condenados por tentativa de golpe de estado, como os que participaram dos ataques de 8 de janeiro em Brasília, de serem contratados pela administração pública municipal, e solicitou uma ação judicial ao diretório do partido que resultou na suspensão de um decreto, que privatizaria a gestão de escolas municipais.

### Desempenho eleitoral
| Ano  | Eleição                | Partido | Candidato a       | Votos  | %     | Resultado  | Ref           |
| ---- | ---------------------- | ------- | ----------------- | ------ | ----- | ---------- | ------------- |
| 2004 | Municipal de São Paulo | PT      | Vereador          | 9.517  | 0,16% | Suplente   | [ 7 ] [ 31 ]  |
| 2008 | Municipal de São Paulo | PSOL    | Vereador          | 6.576  | 0,11% | Não eleito | [ 32 ] [ 33 ] |
| 2012 | Municipal de São Paulo | PSOL    | Vereador          | 2.865  | 0,15% | Eleito     | [ 34 ] [ 35 ] |
| 2016 | Municipal de São Paulo | PSOL    | Vereador          | 16.012 | 0,30% | Eleito     | [ 36 ] [ 37 ] |
| 2018 | Estaduais em São Paulo | PSOL    | Deputado estadual | 21.597 | 0,10% | Suplente   | [ 38 ] [ 39 ] |
| 2020 | Municipal de São Paulo | PSOL    | Vereador          | 26.748 | 0,52% | Eleito     | [ 40 ] [ 41 ] |
| 2022 | Estaduais em São Paulo | PSOL    | Deputado estadual | 44.005 | 0,19% | Suplente   | [ 42 ] [ 43 ] |
| 2024 | Municipal de São Paulo | PSOL    | Vereador          | 34.735 | 0,60% | Eleito     | [ 44 ] [ 45 ] |